# Conjugaison de l'allemand
Pour un article plus général, voir Allemand.
 (juillet 2017).
La conjugaison de l'allemand comporte trois modes et six tiroirs verbaux (ou temps verbaux).

## Les particules verbales
Les particules verbales servent à préciser ou modifier le sens d'un verbe :
- kommen (venir)
- L'adjonction de la particule séparable an- donne ankommen (arriver), celle de la particule inséparable be- donne bekommen (recevoir, obtenir).

On en distingue 3 types : inséparables, séparables et mixtes.
Les particules inséparables sont toujours attachées au radical du verbe. Celles-ci sont au nombre de huit: zer-, be-, er-, ge-, miss-, ent-, emp- et ver.
- Der Luftangriff hat die Stadt zerstört. (Le bombardement a détruit la ville.)
- Die Wohnung besteht aus zwei Zimmern. (L'appartement se compose de deux pièces.)
- Sie bekam ein neues Kleid. (Elle a obtenu une nouvelle robe.)
- Ich habe verstanden. (J'ai compris.)

Les particules séparables se détachent du radical lorsque le verbe est conjugué et se placent à la fin de la phrase. Toutefois, si le verbe est conjugué au parfait (voir plus bas), la particule est attachée à l'avant du participe II. Ein-, an-, auf-, aus- et vor- sont des exemples de particules séparables.
- Er lädt ihn ein. (Il l'invite.)
- Ich habe das Licht ausgemacht. (J'ai éteint la lumière.)
- Ich habe mich vorgestellt. (Je me suis présenté).
- Wir sehen immer alles vor. (Nous prévoyons toujours tout).

Les particules mixtes peuvent, selon le radical et le contexte, se comporter comme des particules séparables ou inséparables. Um-, über-, unter-, durch-, sont des exemples de particules verbales mixtes.
- UM- est inséparable au sens propre de « autour », séparable dans tous les autres sens :
- Ein Graben umgibt die Burg. (Un fossé entoure le château.) Um- est inséparable.
- Ich habe mich umgewandt.  (Je me suis retourné.) Um- est séparable.
- Er geht mit ihr um. (Il la fréquente.) Um- est séparable.
- Er umarmt sie. (Il l'enlace.) Um- est inséparable.

- ÜBER- est séparable au sens propre de « trans- » (= franchir), inséparable dans tous les autres sens :
- Der Fluss tritt über. (La rivière déborde.) → sens propre de « trans- » → séparable
- Ich habe den text übersetzt. (J'ai traduit le texte.) → sens figuré de « trans- » → inséparable
- Der Steuermann hat uns übergesetzt. (Le batelier nous a fait passer sur l'autre rive.) → sens propre de « trans- » → séparable
- Das Wasser überschwemmt die Felder. (L'eau submerge les champs.) → sens propre de « au-dessus » → inséparable

- UNTER- est séparable au sens propre de « sous, vers le bas », inséparable dans tous les autres sens :
- Die Sonne geht unter. (Le soleil se couche.) → sens propre de « en dessous » → séparable
- Wer hat die meisten Reisen unternommen? (Qui a entrepris les principaux voyages ?) → sens figuré → inséparable

- DURCH- est séparable aux sens propre ou figuré de « de part en part, complètement », inséparable dans tous les autres sens.

## Les modes
Les trois modes sont l'indicatif (Indikativ), l'impératif (Imperativ) et le subjonctif (Konjunktiv) (I et II) :
- Konjunktiv I : Il n'est utilisé que dans le discours indirect et dans quelques formules fixes (par exemple : Wie dem auch sei) ;
- Konjunktiv II : L'usage est comparable à celui du conditionnel ;
- Konjunktiv III : Il est utilisé dans la langue informelle à la place du Konjunktiv II et exprimé par la périphrase Konjunktiv II de werden + infinitif.

En français, le Konjunktiv est exprimé par le subjonctif ou le conditionnel.

## Les temps
Les six temps sont comparables aux temps français sauf l'usage du Perfekt et du Präteritum.
1. Le présent (Präsens)
2. Le futur I (Futur I)
3. Le futur II (Futur II)
4. Le parfait (Perfekt)
5. Le prétérit (Präteritum)
6. Le plus-que-parfait (Plusquamperfekt)

Le prétérit indique souvent un événement qui a eu un début et une fin dans le passé : il correspond, en français, à un imparfait ou un passé simple.
- Exemple : Sie war krank. (Elle était malade)

Le parfait signifie que l'événement est terminé : il correspond donc, en français, à un passé composé.
- Exemple : Er hat ein Buch gekauft. (Il a acheté un livre)

Dans la langue orale, le prétérit paraît souvent étrange ou très formel pour la plupart des verbes et on préférera l'usage du parfait. Il est cependant courant pour les verbes sein (être) et haben (avoir) ainsi que pour les verbes modaux.

## Les auxiliaires de conjugaisonsein(être),haben(avoir),werden(devenir)

### Infinitif
| Temps        | sein         | haben        | werden        |
| ------------ | ------------ | ------------ | ------------- |
| Infinitif I  | sein         | haben        | werden        |
| Infinitif II | gewesen sein | gehabt haben | geworden sein |

### Participe
| Temps        | sein    | haben  | werden   |
| ------------ | ------- | ------ | -------- |
| Participe I  | seiend  | habend | werdend  |
| Participe II | gewesen | gehabt | geworden |

### Indicatif
| Temps            | sein (être)                                                                                       | haben (avoir)                                                                                   | werden (devenir)                                                                                        |
| ---------------- | ------------------------------------------------------------------------------------------------- | ----------------------------------------------------------------------------------------------- | --- |
| Présent          | ich bin du bist er/sie/es ist wir sind ihr seid sie/Sie sind                                      | ich habe du hast er hat wir haben ihr habt sie haben                                            | ich werde du wirst er wird wir werden ihr werdet sie werden                                             |
| Prétérit         | ich war du warst er war wir waren ihr war(e)t sie waren                                           | ich hatte du hattest er hatte wir hatten ihr hattet sie hatten                                  | ich wurde du wurdest er wurde wir wurden ihr wurdet sie wurden                                          |
| Parfait          | ich bin gewesen du bist gewesen er ist gewesen wir sind gewesen ihr seid gewesen sie sind gewesen | ich habe gehabt du hast gehabt er hat gehabt wir haben gehabt ihr habt gehabt sie haben gehabt  | ich bin geworden du bist geworden er ist geworden wir sind geworden ihr seid geworden sie sind geworden |
| Plus-que-parfait | ich war gewesen                                                                                   | ich hatte gehabt                                                                                | ich war geworden                                                                                        |
| Futur I          | ich werde sein du wirst sein er wird sein wir werden sein ihr werdet sein sie werden sein         | ich werde haben du wirst haben er wird haben wir werden haben ihr werdet haben sie werden haben | ich werde werden du wirst werden er wird werden wir werden werden ihr werdet werden sie werden werden   |
| Futur II         | er wird gewesen sein...                                                                           | er wird gehabt haben...                                                                         | er wird geworden sein...                                                                                |

### Impératif
| sein                                             | haben                                              | werden                                                 |
| ------------------------------------------------ | -------------------------------------------------- | ------------------------------------------------------ |
| sei... ! seien wir... ! seid... ! seien Sie... ! | hab(e)... ! haben wir...! habt... ! haben Sie... ! | werde... ! werden wir... ! werdet... ! werden Sie... ! |

### Subjonctif
| Temps                            | sein | haben                                                                                              | werden |
| -------------------------------- | --- | -------------------------------------------------------------------------------------------------- | --- |
| Présent (radical de l’infinitif) | ich sei du sei(e)st er sei wir seien ihr seiet sie seien                                                 | ich habe du habest er habe wir haben ihr habet sie haben                                           | ich werde du werdest er werde wir werden ihr werdet sie werden                                                 |
| Passé                            | ich sei gewesen du sei(e)st gewesen er sei gewesen wir seien gewesen ihr seiet gewesen sie seien gewesen | ich habe gehabt du habest gehabt er habe gebabt wir haben gehabt ihr habet gehabt sie haben gehabt | ich sei geworden du sei(e)st geworden er sei geworden wir seien geworden ihr seiet geworden sie seien geworden |
| Futur                            | ich werde sein du werdest sein er werde sein wir werden sein ihr werdet sein sie werden sein             | ich werde haben du werdest haben er werde haben wir werden haben ihr werdet haben sie werden haben | ich werde werden du werdest werden er werde werden wir werden werden ihr werdet werden sie werden werden       |

| Temps                         | sein                                                                                         | haben                                                                                              | werden                                                                                                   |
| ----------------------------- | -------------------------------------------------------------------------------------------- | -------------------------------------------------------------------------------------------------- | --- |
| Présent (radical du prétérit) | ich wäre du wär(e)st er wäre wir wären ihr wär(e)t sie wären                                 | ich hätte du hättest er hätte wir hätten ihr hättet sie hätten                                     | ich würde du würdest er würde wir würden ihr würdet sie würden                                           |
| Passé                         | ich wäre gewesen                                                                             | ich hätte gehabt                                                                                   | ich wäre geworden                                                                                        |
| Futur I                       | ich würde sein du würdest sein er würde sein wir würden sein ihr würdet sein sie würden sein | ich würde haben du würdest haben er würde haben wir würden haben ihr würdet haben sie würden haben | ich würde werden du würdest werden er würde werden wir würden werden ihr würdet werden sie würden werden |
| Futur II                      | ich würde... gewesen sein                                                                    | ich würde... gehabt haben                                                                          | ich würde... geworden sein                                                                               |

## Les verbes faibles
Les verbes faibles sont appelés aussi « verbes réguliers ». Ce sont des verbes dont le radical ne se modifie jamais, les consonnes et les voyelles restant les mêmes à tous les temps et tous les modes.
Les verbes faibles sont nombreux sur le plan quantitatif, mais ils ne sont pas nécessairement les plus fréquemment utilisés dans la langue parlée. Les verbes faibles se distinguent des verbes forts et des verbes mixtes.

### Exemples
- spielen = jouer
- lernen = apprendre
- machen = faire
- sagen = dire
- fragen[2] = demander, questionner quelqu'un
- schimpfen = gronder, jurer

Le radical de spielen est spiel-, celui de lernen est lern-. Ce radical reste inchangé.

### Tableau de conjugaison desverbesfaibles enallemand
Le temps du parfait indiqué dans ce tableau est similaire au passé composé en français. Le temps du prétérit est un temps du passé à peu près équivalent au passé simple en français, au passé composé dans son usage moderne et à l'imparfait.

#### Infinitif (Infinitiv)
| Temps        | lernen        | Traduction   |
| ------------ | ------------- | ------------ |
| Infinitif I  | lernen        | apprendre    |
| Infinitif II | gelernt haben | avoir appris |

#### Participe (Partizip)
| Temps        | lernen  | Traduction |
| ------------ | ------- | ---------- |
| Participe I  | lernend | apprenant  |
| Participe II | gelernt | appris     |

#### Indicatif (Indikativ)
| Temps            | lernen (apprendre) |
| ---------------- | --- |
| Présent          | ich lerne du lernst er/sie/es lernt wir lernen ihr lernt sie lernen Sie lernen                                          |
| Prétérit         | ich lernte du lerntest er lernte wir lernten ihr lerntet sie lernten Sie lernten                                        |
| Parfait          | ich habe gelernt du hast gelernt er hat gelernt wir haben gelernt ihr habt gelernt sie haben gelernt Sie haben gelernt  |
| Plus-que-parfait | ich hatte gelernt... |
| Futur I          | ich werde lernen du wirst lernen er wird lernen wir werden lernen ihr werdet lernen sie werden lernen Sie werden lernen |
| Futur II         | er wird gelernt haben...                                                                                                |

#### Impératif (Imperativ)
| lernen                                          | Traduction                                               |
| ----------------------------------------------- | -------------------------------------------------------- |
| lern(e)! lernen wir! lernt... ! lernen Sie... ! | apprends... ! apprenons... ! apprenez... ! apprenez... ! |

#### Konjunktiv
| Temps                            | lernen |
| -------------------------------- | --- |
| Présent (radical de l’infinitif) | ich lerne du lernest er lerne wir lernen ihr lernet sie lernen Sie lernen                                                  |
| Passé                            | ich habe gelernt du habest gelernt er habe gelernt wir haben gelernt ihr habet gelernt sie haben gelernt Sie haben gelernt |
| Futur I                          | ich werde lernen du werdest lernen er werde lernen wir werden lernen ihr werdet lernen sie werden lernen Sie werden lernen |
| Futur II                         | ich werde gelernt haben...                                                                                                 |

| Temps                            | lernen |
| -------------------------------- | --- |
| Présent (radical de l’infinitif) | ich lernte du lerntest er lernte wir lernten ihr lerntet sie lernten Sie lernten                                           |
| Passé                            | ich hätte gelernt... |
| Futur I                          | ich würde lernen du würdest lernen er würde lernen wir würden lernen ihr würdet lernen sie würden lernen Sie würden lernen |
| Futur II                         | ich würde gelernt haben...                                                                                                 |

### Cas particuliers

#### Verbes auradicalfinissant par -d et -t
Les verbes comme arbeiten (travailler) ou reden (discuter, bavarder) ont un radical qui se termine par -d ou -t :
- le radical du verbe arbeiten est : arbeit-
- le radical du verbe reden est red-

Les verbes dont le radical se termine par -d ou -t, pour faciliter la prononciation, prennent un -e- intercalaire:

##### Tableau de conjugaison desverbesfaibles enallemandau radical finissant par -d et -t
| INFINITIF      | PRÉSENT                                       | PRÉTÉRIT                                              | PARFAIT                              | FRANÇAIS            |
| arbeiten reden | ich arbeite, du arbeitest ich rede, du redest | ich arbeitete, du arbeitetest ich redete, du redetest | ich habe gearbeitet ich habe geredet | travailler discuter |

#### Verbes au radical finissant par -ier
Les verbes comme telefonieren (téléphoner) ont un radical qui se termine par -ier.
- le radical du verbe telefonieren est : telefonier-

Les verbes dont le radical se termine par -ier ne prennent pas de préfixe ge- au participe II (participe passé)
Ils sont fréquemment d'origine française ou latine : integrieren (intégrer), informieren (informer), numerieren (numéroter), kopieren (copier), sanieren (restaurer [un bâtiment]), studieren (étudier).
Quelques verbes d'origine étrangères comme interviewen (interviewer) ont aussi cette particularité : ich habe interviewt (et non *geinterviewt).

##### Tableau de conjugaison desverbesfaibles enallemanden -ieren
| INFINITIF    | PRÉSENT                          | PRÉTÉRIT                            | PARFAIT              | FRANÇAIS   |
| telefonieren | ich telefoniere, du telefonierst | ich telefonierte, du telefoniertest | ich habe telefoniert | téléphoner |

#### Verbes au radical qui finissent par -s ou -z
Les verbes dont le radical se termine par un -s, comme rasen, ou un -z, comme tanzen, ne prennent pas de -s- supplémentaire à la deuxième personne du singulier du présent de l'indicatif : du rast (et non *du rasst) et du tanzt (et non *du tanzst).

##### Tableau de conjugaison des verbes au radical qui finissent par -s ou -z
| INFINITIF    | PRÉSENT                               | PRÉTÉRIT                                      | PARFAIT                         | FRANÇAIS      |
| rasen tanzen | ich rase, du rast ich tanze, du tanzt | ich raste, du rastest ich tanzte, du tanztest | ich bin gerast ich habe getanzt | foncer danser |

## Les verbes pronominaux
Les verbes pronominaux sont des verbes qui sont utilisés avec un pronom réflexif (comme se).

### Le pronom réflexif (Reflexivpronomen,pronom réfléchi)
À l'accusatif et au datif, le pronom réflexif et le pronom personnel sont pareils sauf pour la troisième personne et la forme de politesse. Au génitif, la forme est identique à celle de l'adjectif possessif.
| personne  | ich    | du     | er     | sie   | es     | wir     | ihr   | sie   | Sie   |
| accusatif | mich   | dich   | sich   | sich  | sich   | uns     | euch  | sich  | Sich  |
| datif     | mir    | dir    | sich   | sich  | sich   | uns     | euch  | sich  | Sich  |
| génitif   | meiner | deiner | seiner | ihrer | seiner | unserer | eurer | ihrer | Ihrer |

### Les verbes semblants pronominaux et les verbes mi-pronominaux
1. Verbes qui sont utilisés avec et sans pronom réflexif en ayant la même signification s'appellent les verbes semblants pronominaux :
  - sich etw. ansehen (regarder qc), sich etw. kaufen (acheter qc)
2. Quand ils changent leur signification avec un pronom réflexif, ils s'appellent les verbes mi-pronominaux :
  - Sie hat sich auf ihren Freund verlassen. (Elle a compté sur son petit ami.) mais Sie hat ihren Freund verlassen. (Elle a quitté son petit ami.)

### Les verbes réciproques
Les verbes réciproques utilisent les pronoms réflexifs avec la signification « réciproquement » : sich kennen, sich sehen, sich lieben, sich streiten, sich einigen.

## Les verbes de modalité

### Infinitif
Les verbes de modalité du tableau suivant sont associés à un verbe à l'infinitif en fin de phrase.
Ce verbe à l'infinitif est parfois absent en fin de phrase et est alors sous-entendu : « Wir wollen ins Kino. » équivaut à « Wir wollen ins Kino gehen. » (Nous voulons aller au cinéma).

### Tableau des verbes de modalité
| verbe  | signification                             | exemple                                       | traduction                                                       |
| müssen | être obligé, être forcé, falloir          | Ich muss jetzt gehen                          | Maintenant, je dois y aller / Maintenant, il faut que j'y aille. |
| können | être capable, pouvoir, savoir (faire)     | Ich kann kein Französisch sprechen.           | Je ne sais pas parler français.                                  |
| dürfen | pouvoir, avoir le droit, être autorisé à  | Hier darfst du nicht rauchen                  | Ici, tu ne peux pas fumer.                                       |
| sollen | devoir, falloir (ordre ou conseil appuyé) | Der Lehrer hat gesagt, ich soll besser lernen | Le professeur a dit que je dois mieux travailler.                |
| wollen | vouloir                                   | Was will der schon wieder ?                   | Qu'est-ce qu'il veut encore ?                                    |
| lassen | laisser, laisser faire                    | Lass mich in Ruhe                             | Laisse-moi tranquille.                                           |
| mögen  | (bien) aimer, apprécier                   | Sie mag keine Schokolade                      | Elle n'aime pas le chocolat.                                     |

### Particularités

#### Sollen
Dans la langue parlée, le verbe sollen est employé surtout au subjonctif, sous la forme sollte, pour exprimer un conseil amical ou un avis personnel: « Du solltest es anders machen » : « Tu devrais faire autrement. »
Sa conjugaison est la même que pour möchten ci-dessus :
- ich sollte
- du solltest
- er sollte
- wir sollten
- ihr solltet
- sie sollten
- Sie sollten (vouvoiement)

#### Description
Le verbe wissen (savoir, être au courant de quelque chose) se conjugue comme les verbes de modalité allemands (Modalverben).
Néanmoins, il n'est généralement pas considéré comme un verbe de modalité puisqu'il est rarement suivi d'un groupe infinitif avec un verbe à l'infinitif en fin de phrase mais habituellement d'une phrase subordonnée :
Ich weiß, dass er morgen nach Berlin fährt : je sais que demain il part pour Berlin.

#### Emploi
- Ich weiß! : Je sais !
- Das weiß ich nicht! : Ça, je ne sais pas !
- Ich weiß nicht, wo sie wohnt. : Je ne sais pas où elle habite.
- Ich weiß nicht, was ich machen soll! : Je ne sais pas ce que je dois faire !
- Du weißt immer alles besser : Tu sais toujours tout mieux que les autres !
- Ich möchte gern wissen, wie ich zum Bahnhof komme... : Je souhaiterais savoir comment aller à la gare...

#### Graphie
Le son /s/ du radical de wissen doit être noté par le Eszett ou scharfes S « ß » quand la voyelle du radical est la diphtongue ei. En Suisse, cependant, la version avec -ss- est usuelle.
- ich weiss = ich weiß
- du weisst = du weißt

#### Conjugaison

##### Infinitif
| Temps           | wissen        | Signification |
| --------------- | ------------- | ------------- |
| Infinitif       | wissen        | savoir        |
| Infinitif passé | gewusst haben | avoir su      |

##### Participe
| Temps                          | wissen  | Signification |
| ------------------------------ | ------- | ------------- |
| Participe présent              | wissend | sachant       |
| Participe passé (participe II) | gewusst | su            |

##### Indicatif
| Temps                      | wissen (savoir) |
| -------------------------- | --- |
| Présent                    | ich weiß du weißt er/sie/es weiß wir wissen ihr wisst sie wissen Sie wissen                                             |
| Prétérit                   | ich wusste du wusstest er wusste wir wussten ihr wusstet sie wussten Sie wussten                                        |
| Parfait                    | ich habe gewusst du hast gewusst er hat gewusst wir haben gewusst ihr habt gewusst sie haben gewusst Sie haben gewusst  |
| Plus-que-parfait           | ich hatte gewusst... |
| Futur                      | ich werde wissen du wirst wissen er wird wissen wir werden wissen ihr werdet wissen sie werden wissen Sie werden wissen |
| Futur antérieur (Futur II) | er wird gewusst haben...                                                                                                |

##### Impératif
Wissen est peu employé à l'impératif. Pour exprimer l'idée de « Sache que... », « sachez que... », on emploie habituellement le verbe de modalité sollen :
« Du sollst wissen, dass... » : « Tu dois savoir que..., sache que... »
« Sie sollen wissen, dass... » : « Vous devez savoir que..., sachez que... »
| wissen                            | Signification        |
| --------------------------------- | -------------------- |
| wisse wissen wir wisst wissen Sie | sache sachons sachez |

##### Subjonctif (Konjunktiv)
| Temps                      | wissen |
| -------------------------- | --- |
| Présent                    | ich wisse du wissest er wisse wir wissen ihr wisset sie wissen Sie wissen                                                  |
| Passé                      | ich habe gewusst du habest gewusst er habe gewusst wir haben gewusst ihr habet gewusst sie haben gewusst Sie haben gewusst |
| Futur                      | ich werde wissen du werdest wissen er werde wissen wir werden wissen ihr werdet wissen sie werden wissen Sie werden wissen |
| Futur antérieur (Futur II) | ich werde gewusst haben...                                                                                                 |

| Temps                      | wissen |
| -------------------------- | --- |
| Présent                    | ich wüsste du wüsstest er wüsste wir wüssten ihr wüsstet sie wüssten Sie wüssten                                           |
| Passé                      | ich hätte gewusst |
| Futur                      | ich würde wissen du würdest wissen er würde wissen wir würden wissen ihr würdet wissen sie würden wissen Sie würden wissen |
| Futur antérieur (Futur II) | ich würde gewusst haben...                                                                                                 |

### Participe
| Temps        | müssen  | können  | dürfen  | sollen  | wollen  | lassen   | mögen   |  |
| ------------ | ------- | ------- | ------- | ------- | ------- | -------- | ------- |  |
| Participe I  | müssend | könnend | dürfend | sollend | wollend | lassend  | mögend  |  |
| Participe II | gemusst | gekonnt | gedurft | gesollt | gewollt | gelassen | gemocht |  |

### Indicatif
| Temps            | müssen (être obligé)                                                             | können (être capable, pouvoir)                                                   | dürfen (avoir le droit)                                                          | sollen (devoir, falloir)                                                         | wollen (vouloir)                                                                 | lassen (laisser, faire)                                                | mögen                                                                            |  |
| ---------------- | -------------------------------------------------------------------------------- | -------------------------------------------------------------------------------- | -------------------------------------------------------------------------------- | -------------------------------------------------------------------------------- | -------------------------------------------------------------------------------- | ---------------------------------------------------------------------- | -------------------------------------------------------------------------------- |  |
| Présent          | ich muss du musst er/sie/es muss wir müssen ihr müsst sie müssen Sie müssen      | ich kann du kannst er kann wir können ihr könnt sie können Sie können            | ich darf du darfst er darf wir dürfen ihr dürft sie dürfen Sie dürfen            | ich soll du sollst er soll wir sollen ihr sollt sie sollen Sie sollen            | ich will du willst er will wir wollen ihr wollt sie wollen Sie wollen            | ich lasse du lässt er lässt wir lassen ihr lasst sie lassen Sie lassen | ich mag du magst er mag wir mögen ihr mögt sie mögen Sie mögen                   |  |
| Prétérit         | ich musste du musstest er musste wir mussten ihr musstet sie mussten Sie mussten | ich konnte du konntest er konnte wir konnten ihr konntet sie konnten Sie konnten | ich durfte du durftest er durfte wir durften ihr durftet sie durften Sie durften | ich sollte du solltest er sollte wir sollten ihr solltet sie sollten Sie sollten | ich wollte du wolltest er wollte wir wollten ihr wolltet sie wollten Sie wollten | ich ließ du ließt er ließ wir ließen ihr ließt sie ließen Sie ließen   | ich mochte du mochtest er mochte wir mochten ihr mochtet sie mochten Sie mochten |  |
| Parfait          | ich habe gemusst...                                                              | ich habe gekonnt...                                                              | ich habe gedurft...                                                              | ich habe gesollt...                                                              | ich habe gewollt...                                                              | ich habe gelassen...                                                   | ich habe gemocht...                                                              |  |
| Plus-que-parfait | ich hatte gemusst...                                                             | ich hatte gekonnt...                                                             | ich hatte gedurft...                                                             | ich hatte gesollt...                                                             | ich hatte gewollt...                                                             | ich hatte gelassen...                                                  | ich hatte gemocht...                                                             |  |
| Futur I          | ich werde müssen...                                                              | ich werde können...                                                              | ich werde dürfen...                                                              | ich werde sollen...                                                              | ich werde wollen...                                                              | ich werde lassen...                                                    | ich werde mögen...                                                               |  |
| Futur II         | ich werde gemusst haben...                                                       | ich werde gekonnt haben...                                                       | ich werde gedurft haben...                                                       | ich werde gesollt haben...                                                       | ich werde gewollt haben...                                                       | ich werde gelassen haben...                                            | ich werde gemocht haben...                                                       |  |

### Impératif
L'impératif de la plupart des verbes de modalité n'existe pas ou n'est pas courant. Il y a seulement l'impératif de lassen.
| lassen                                                  | Traduction                                          |
| ------------------------------------------------------- | --------------------------------------------------- |
| lass(e)... ! lassen wir... ! lasst... ! lassen Sie... ! | laisse... ! laissons... ! laissez... ! laissez... ! |

### Konjunktiv
| Temps    | müssen (être obligé)                                                             | können (être capable, pouvoir)                                            | dürfen (avoir le droit)                                                   | sollen (devoir, falloir)                                                  | wollen (vouloir)                                                          | lassen (laisser, faire)                                                   | mögen                                                              |  |
| -------- | -------------------------------------------------------------------------------- | ------------------------------------------------------------------------- | ------------------------------------------------------------------------- | ------------------------------------------------------------------------- | ------------------------------------------------------------------------- | ------------------------------------------------------------------------- | ------------------------------------------------------------------ |  |
| Présent  | ich müsse du müssest er/sie/es müsse wir müssen ihr müsset sie müssen Sie müssen | ich könne du könnest er könne wir können ihr könnet sie können Sie können | ich dürfe du dürfest er dürfe wir dürfen ihr dürfet sie dürfen Sie dürfen | ich solle du sollest er solle wir sollen ihr sollet sie sollen Sie sollen | ich wolle du wollest er wolle wir wollen ihr wollet sie wollen Sie wollen | ich lasse du lassest er lasse wir lassen ihr lasset sie lassen Sie lassen | ich möge du mögest er möge wir mögen ihr möget sie mögen Sie mögen |  |
| Parfait  | ich habe gemusst...                                                              | ich habe gekonnt...                                                       | ich habe gedurft...                                                       | ich habe gesollt...                                                       | ich habe gewollt...                                                       | ich habe gelassen...                                                      | ich habe gemocht...                                                |  |
| Futur I  | ich werde müssen...                                                              | ich werde können...                                                       | ich werde dürfen...                                                       | ich werde sollen...                                                       | ich werde wollen...                                                       | ich werde lassen...                                                       | ich werde mögen...                                                 |  |
| Futur II | ich werde gemusst haben...                                                       | ich werde gekonnt haben...                                                | ich werde gedurft haben...                                                | ich werde gesollt haben...                                                | ich werde gewollt haben...                                                | ich werde gelassen haben...                                               | ich werde gemocht haben...                                         |  |

| Temps    | müssen (être obligé)                                                             | können (être capable, pouvoir)                                                   | dürfen (avoir le droit)                                                          | sollen (devoir, falloir)                                                         | wollen (vouloir)                                                                 | lassen (laisser, faire)                                                   | mögen                                                                            |  |
| -------- | -------------------------------------------------------------------------------- | -------------------------------------------------------------------------------- | -------------------------------------------------------------------------------- | -------------------------------------------------------------------------------- | -------------------------------------------------------------------------------- | ------------------------------------------------------------------------- | -------------------------------------------------------------------------------- |  |
| Présent  | ich müsste du müsstest er müsste wir müssten ihr müsstet sie müssten Sie müssten | ich könnte du könntest er könnte wir könnten ihr könntet sie könnten Sie könnten | ich dürfte du dürftest er dürfte wir dürften ihr dürftet sie dürften Sie dürften | ich sollte du solltest er sollte wir sollten ihr solltet sie sollten Sie sollten | ich wollte du wolltest er wollte wir wollten ihr wolltet sie wollten Sie wollten | ich ließe du ließest er ließe wir ließen ihr ließet sie ließen Sie ließen | ich möchte du möchtest er möchte wir möchten ihr möchtet sie möchten Sie möchten |  |
| Parfait  | ich hätte gemusst...                                                             | ich hätte gekonnt...                                                             | ich hätte gedurft...                                                             | ich hätte gesollt...                                                             | ich hätte gewollt...                                                             | ich hätte gelassen...                                                     | ich hätte gemocht...                                                             |  |
| Futur I  | ich würde müssen...                                                              | ich würde können...                                                              | ich würde dürfen...                                                              | ich würde sollen...                                                              | ich würde wollen...                                                              | ich würde lassen...                                                       | ich würde mögen...                                                               |  |
| Futur II | ich würde gemusst haben...                                                       | ich würde gekonnt haben...                                                       | ich würde gedurft haben...                                                       | ich würde gesollt haben...                                                       | ich würde gewollt haben...                                                       | ich würde gelassen haben...                                               | ich würde gemocht haben...                                                       |  |

## Lesverbes faibles
Les verbes faibles, ou verbes réguliers, forment le participe II (participe passé) avec la terminaison -t : gelernt'''.
Leur radical ne change ni au présent ni au prétérit.

## Lesverbes forts
Les verbes forts, ou verbes irréguliers, ont un radical qui change souvent au présent, au prétérit et au participe II (participe passé) avec la terminaison -en. Puisqu'ils sont les verbes les plus utilisés, les anciens ablaut (inflexions vocaliques) de l'indo-européen s'expriment encore.

## Lesverbes mixtes
Les verbes mixtes changent la voyelle de leur radical, mais les terminaisons du prétérit et du participe II sont celles des verbes faibles.

## La voix passive
L'allemand fait la distinction entre passif-action et passif-état.

### Le passif-action
Usage : Le passif-action souligne l'action. L'auteur n'est pas important ou pas connu.
Formation : forme conjugué de werden (devenir) + participe II.
Exemple : Der Brief wird geschrieben. = « La lettre est (en train d'être) écrite. »
Die Tür wird geöffnet. = « On ouvre la porte. / La porte est (en train d'être) ouverte. »

### Le passif-état
Usage : Le passif-état décrit un état après que l'action est finie. Il est surtout utilisé dans le parfait et le prétérit.
Formation : forme conjugué de sein (être) + participe II.
Exemple : Der Brief ist geschrieben. « La lettre est écrite ( = elle est finie). »
Die Tür ist geöffnet. = « La porte est ouverte. »